# Leichtathletik-Europameisterschaften 2010/Speerwurf der Frauen

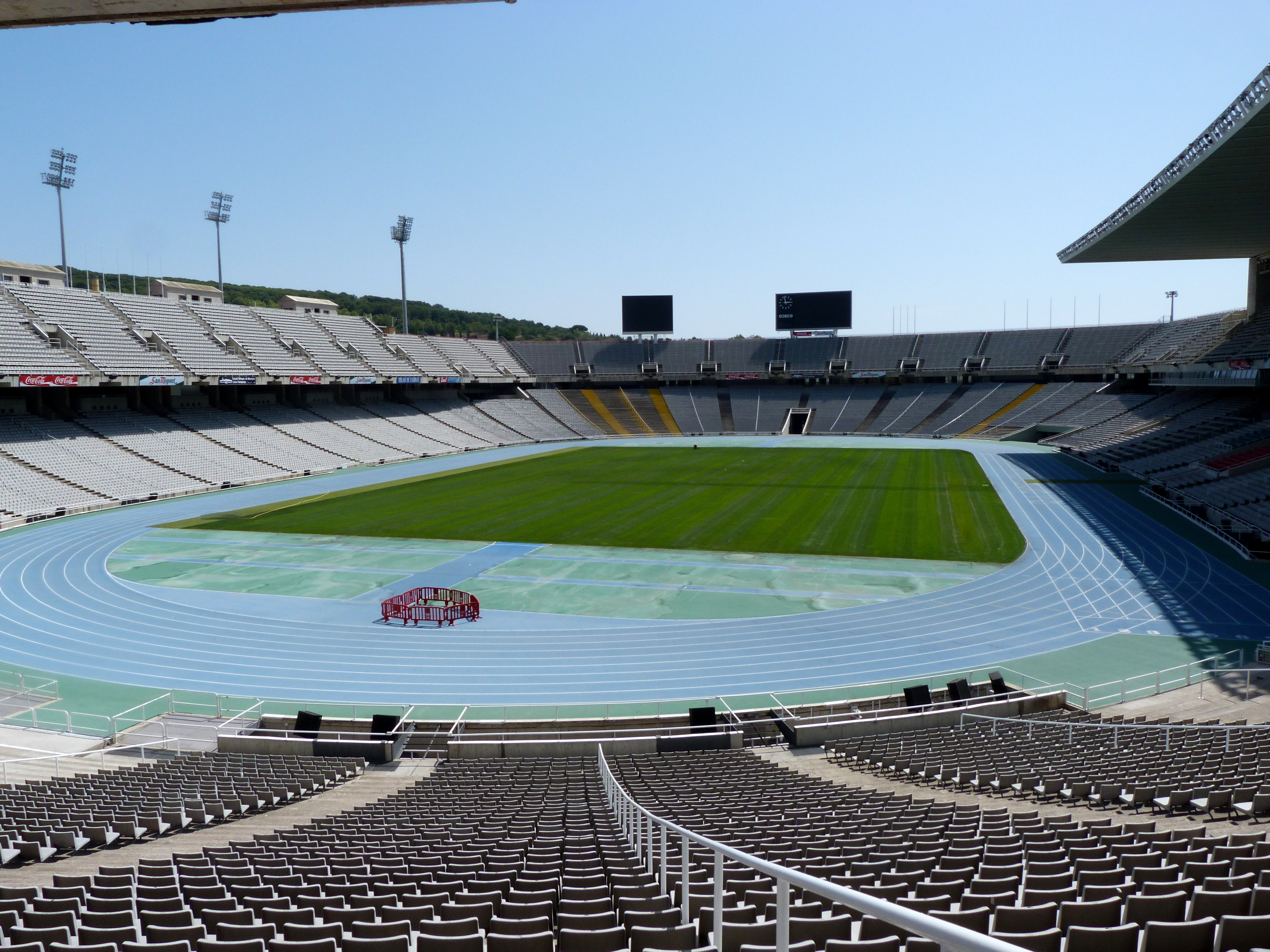
Das Olympiastadion Estadi Olímpic Lluís Companys
Barcelona im Jahr 2012

Der Speerwurf der Frauen bei den Leichtathletik-Europameisterschaften 2010 wurde am 27. und 29. Juli 2010 im Olympiastadion Estadi Olímpic Lluís Companys der spanischen Stadt Barcelona ausgetragen.
In diesem Wettbewerb errangen die deutschen Speerwerferinnen einen Doppelsieg. Überraschende Europameisterin wurde Linda Stahl. Den zweiten Rang belegte die Olympiazweite von 2008 und Vizeweltmeisterin von 2007 Christina Obergföll. Bronze ging an die tschechische Olympiasiegerin von 2008, Weltmeisterin von 2007, Vizeweltmeisterin von 2009, Vizeeuropameisterin von 2006 und Weltrekordinhaberin Barbora Špotáková.

## Bestehende Rekorde
| Weltrekord            | 72,28 m | Barbora Špotáková | Stuttgart, Deutschland  | 13. September 2008 |
| Europarekord          | 72,28 m | Barbora Špotáková | Stuttgart, Deutschland  | 13. September 2008 |
| <Meisterschaftsrekord | 67,47 m | Mirela Manjani    | EM München, Deutschland | 8. August 2002     |

Der bestehende EM-Rekord wurde bei diesen Europameisterschaften nicht erreicht. Die größte Weite erzielte die deutsche Europameisterin Linda Stahl im Finale mit 66,81 m, womit sie 68 Zentimeter unter dem Rekord blieb. Zum Welt- und Europarekord fehlten ihr 5,47 m.

## Doping
Auch im Speerwurf gab es einen Dopingfall:

Die zunächst fünftplatzierte Russin Marija Abakumowa hatte bereits ihre Silbermedaille von den Olympischen Spielen 2008 verloren. Nun wurden ihr auch ihre Medaillen und Platzierungen von den Weltmeisterschaften 2009/2011 und den Europameisterschaften 2010 aberkannt.
Leidtragende waren vor allem zwei Athletinnen:
- Jarmila Klimešová, Tschechien – Als achtplatzierte Werferin hätten ihr im Finale drei weitere Versuche zugestanden.
- Sinta Ozolina, Lettland – Sie hätte über ihre in der Qualifikation erzielte Weite am Finale teilnehmen dürfen.

## Legende
Kurze Übersicht zur Bedeutung der Symbolik – so üblicherweise auch in sonstigen Veröffentlichungen verwendet:
| NM  | keine Weite (no mark)                 |
| ogV | ohne gültigen Versuch                 |
| DNS | nicht am Start (did not start)        |
| DOP | wegen Dopingvergehens disqualifiziert |
| –   | verzichtet                            |
| x   | ungültig                              |

## Qualifikation

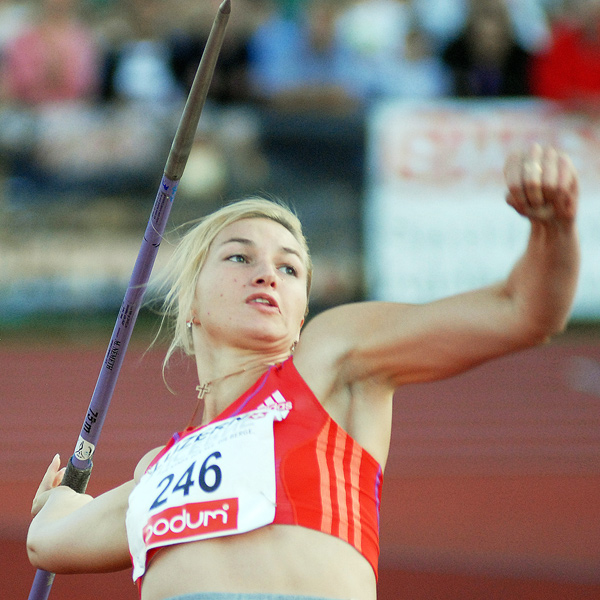
52,31 m reichten Wera Rebrik nicht für die Finalteilnahme
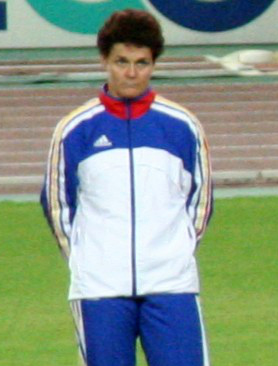
Die Vizeweltmeisterin von 1995 und EM-Dritte von 1994 Felicia Țilea scheiterte mit 46,51 m in der Qualifikation
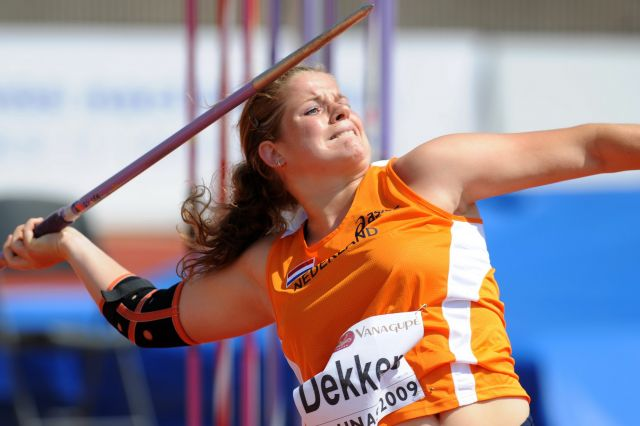
Evelien Dekkers erzielte 46,37 m und schied damit aus

Zwanzig Wettbewerberinnen traten in zwei Gruppen zur Qualifikationsrunde an. Fünf von ihnen (hellblau unterlegt), unter ihne auch die Dopingsünderin Marija Abakumowa, übertrafen die Qualifikationsweite für den direkten Finaleinzug von 59,50 m. Damit war die Mindestzahl von zwölf Finalteilnehmerinnen nicht erreicht. Das Finalfeld wurde mit den sechs nächstplatzierten Sportlerinnen (hellgrün unterlegt) auf zwölf Werferinnen aufgefüllt. So reichten für die Finalteilnahme schließlich 56,55 m.

### Gruppe A
27. Juli 2010, 19:05 Uhr
| Platz | Name                | Nation       | Resultat (m) | 1. Versuch (m) | 2. Versuch (m) | 3. Versuch (m) | Anmerkung                 |
| 1     | Christina Obergföll | Deutschland  | 65,05        | 65,05          | –              | –              |                           |
| 2     | Katharina Molitor   | Deutschland  | 59,74        | 59,74          | –              | –              |                           |
| 3     | Madara Palameika    | Lettland     | 58,85        | 58,06          | 53,82          | 58,85          |                           |
| 4     | Jarmila Klimešová   | Tschechien   | 58,45        | 52,26          | 51,57          | 58,45          |                           |
| 5     | Zahra Bani          | Italien      | 56,68        | 56,68          | x              | 52,19          |                           |
| 6     | Wera Rebrik         | Ukraine      | 52,31        | x              | 52,31          | 51,09          |                           |
| 7     | Felicia Țilea       | Rumänien     | 46,51        | x              | x              | 46,51          |                           |
| 8     | Evelien Dekkers     | Niederlande  | 46,37        | x              | x              | 46,37          |                           |
| NM    | Oona Sormunen       | Finnland     | ogV          | x              | x              | x              |                           |
| DOP   | Marija Abakumowa    | Russland     | 62,52        | x              | 56,15          | 62,52          | für das Finale zugelassen |
| DNS   | Savva Lika          | Griechenland |              |                |                |                |                           |

### Gruppe B
27. Juli 2010, 20:30 Uhr
| Platz | Name               | Nation      | Resultat (m) | 1. Versuch (m) | 2. Versuch (m) | 3. Versuch (m) | Anmerkung                              |
| 1     | Barbora Špotáková  | Tschechien  | 65,56        | 65,56          | –              | –              |                                        |
| 2     | Martina Ratej      | Slowenien   | 61,92        | 61,92          | –              | –              |                                        |
| 3     | Linda Stahl        | Deutschland | 57,42        | x              | 57,42          | x              |                                        |
| 4     | Tatjana Jelača     | Serbien     | 56,89        | 53,64          | 52,07          | 56,89          |                                        |
| 5     | Mercedes Chilla    | Spanien     | 56,78        | 56,78          | x              | x              |                                        |
| 6     | Ásdís Hjálmsdóttir | Island      | 56,55        | 49,47          | 51,55          | 56,55          |                                        |
| 7     | Sinta Ozolina      | Lettland    | 56,11        | 53,99          | x              | 56,11          | eigentlich für das Finale qualifiziert |
| 8     | Bregje Crolla      | Niederlande | 55,82        | 55,82          | 51,95          | 55,33          |                                        |
| 9     | Maria Negoiţă      | Rumänien    | 55,68        | 55,68          | 54,49          | 55,34          |                                        |
| 10    | Elisabeth Pauer    | Österreich  | 53,45        | 53,45          | x              | 53,20          |                                        |

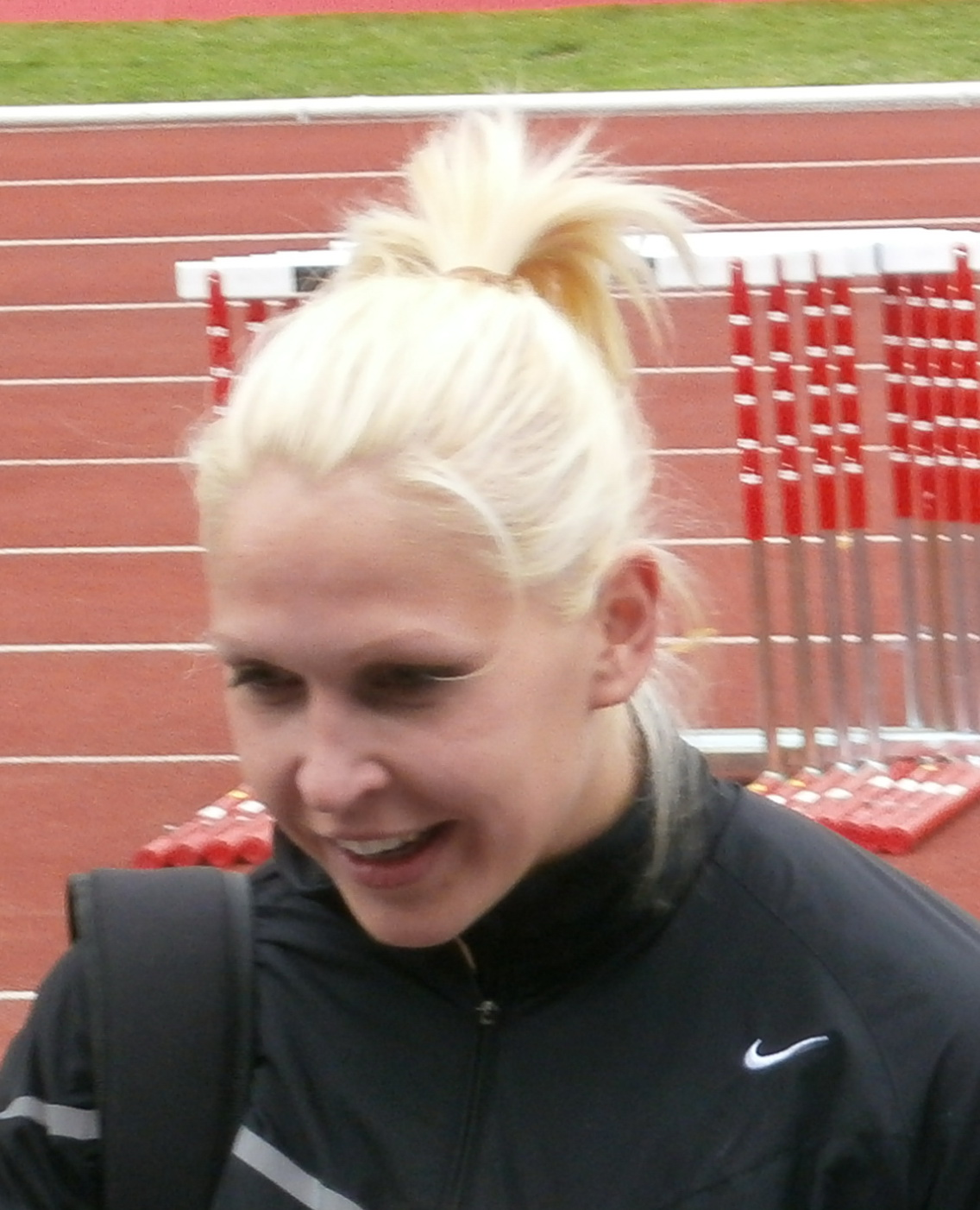
Sinta Ozolina war mit 56,55 m eigentlich im Finale teilnahmeberechtigt
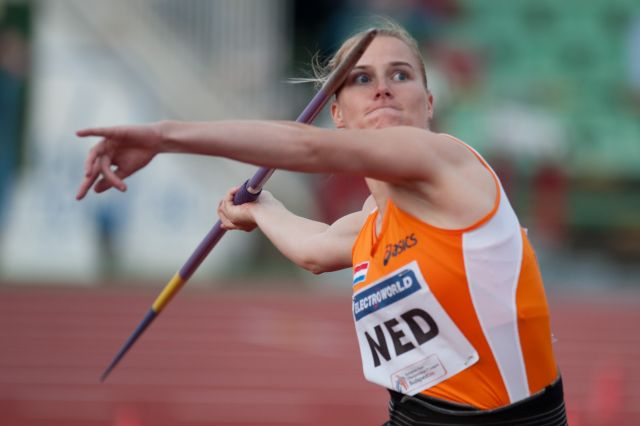
Bregje Crolla erreichte mit 55,82 m nicht das Finale

## Finale
29. Juli 2010, 20:40 Uhr
| Platz | Name                | Nation      | Resultat (m) | 1. Versuch (m) | 2. Versuch (m) | 3. Versuch (m) | 4. Versuch (m)                              | 5. Versuch (m)                              | 6. Versuch (m)                              |
| 1     | Linda Stahl         | Deutschland | 66,81        | 60,36          | 57,31          | 63,17          | x                                           | 66,81                                       | 64,13                                       |
| 2     | Christina Obergföll | Deutschland | 65,58        | 61,46          | 64,12          | 63,76          | 62,78                                       | 65,58                                       | x                                           |
| 3     | Barbora Špotáková   | Tschechien  | 65,36        | 65,36          | 62,89          | x              | x                                           | 65,09                                       | x                                           |
| 4     | Katharina Molitor   | Deutschland | 63,81        | 61,44          | 59,69          | 58,45          | x                                           | x                                           | 63,81                                       |
| 5     | Mercedes Chilla     | Spanien     | 61,40        | 57,82          | 61,40          | x              | 61,37                                       | 58,38                                       | 60,99                                       |
| 6     | Martina Ratej       | Slowenien   | 60,99        | 60,08          | x              | x              | 60,71                                       | x                                           | 60,99                                       |
| 7     | Madara Palameika    | Lettland    | 60,78        | 55,22          | 53,44          | 59,70          | 57,76                                       | 60,78                                       | x                                           |
| 8     | Jarmila Klimešová   | Tschechien  | 56,50        | 56,37          | 56,50          | x              | eigentlich zu 3 weiteren Würfen berechtigt  | eigentlich zu 3 weiteren Würfen berechtigt  | eigentlich zu 3 weiteren Würfen berechtigt  |
| 9     | Ásdís Hjálmsdóttir  | Island      | 54,32        | x              | 52,32          | 54,32          | nicht im Finale der besten acht Werferinnen | nicht im Finale der besten acht Werferinnen | nicht im Finale der besten acht Werferinnen |
| 10    | Zahra Bani          | Italien     | 53,67        | 51,70          | x              | 53,67          | nicht im Finale der besten acht Werferinnen | nicht im Finale der besten acht Werferinnen | nicht im Finale der besten acht Werferinnen |
| 11    | Tatjana Jelača      | Serbien     | 52,13        | x              | 45,99          | 52,13          | nicht im Finale der besten acht Werferinnen | nicht im Finale der besten acht Werferinnen | nicht im Finale der besten acht Werferinnen |
| DOP   | Marija Abakumowa    | Russland    | 61,46        | 60,87          | 61,46          | 58,79          | 61,18                                       | x                                           | x                                           |

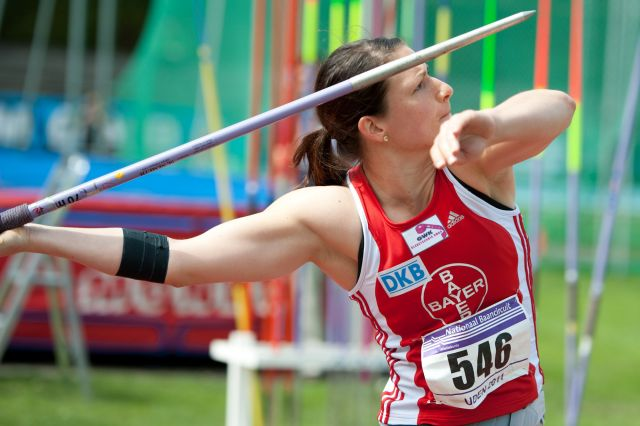
Linda Stahl präsentierte sich sehr wettkampfstark und wurde Europameisterin

Durch Linda Stahl und Christina Obergföll kam es zu einem deutschen Doppelsieg. Linda Stahl gewann mit persönlicher Bestleistung von 66,81 m im fünften Versuch die Goldmedaille. Die im Vorfeld höher eingeschätzte Christina Obergföll errang mit 65,58 m die Silbermedaille. Barbora Špotáková aus Tschechien – Weltrekordlerin mit 72,28 m aus dem Jahr 2008 – kam mit 65,36 m auf den dritten Platz.

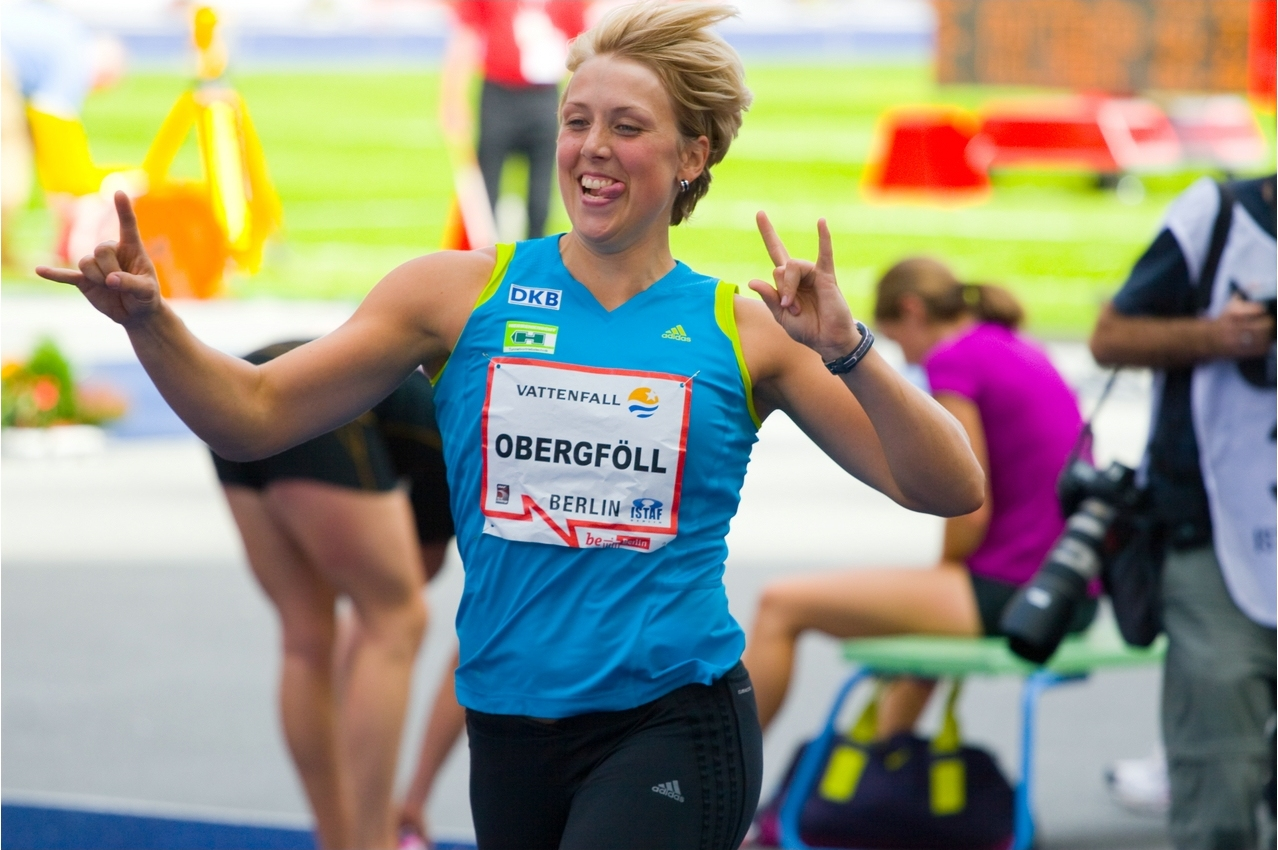
Vizeeuropameisterin Christina Obergföll wartete nach zahlreichen Medaillen immer noch auf den ersten großen Titel – 2013 wurde sie Weltmeisterin
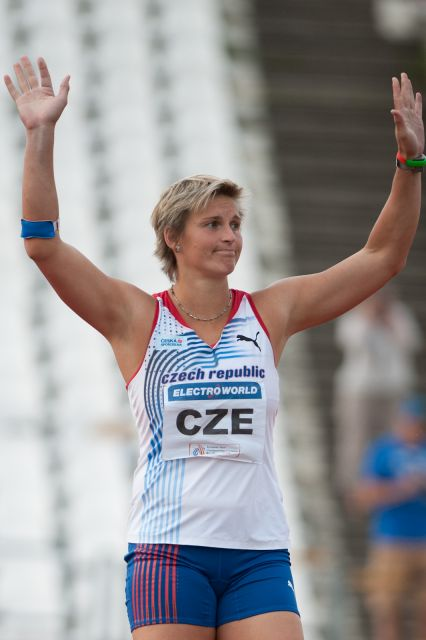
Für die Olympiasiegerin und Weltrekordlerin Barbora Špotáková gab es Bronze
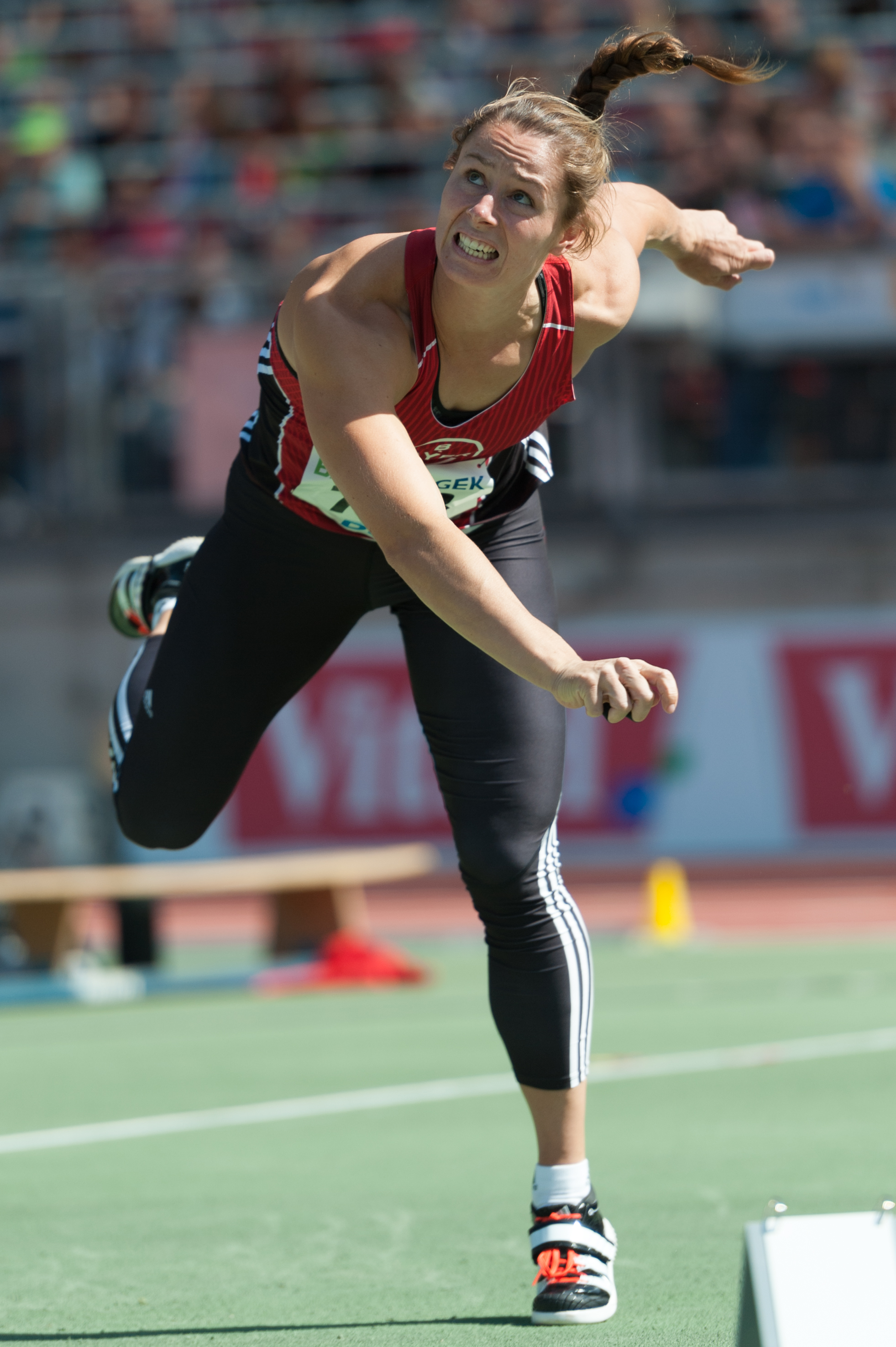
Auch die viertplatzierte Katharina Molitor hatte ihren größten Erfolg, den WM-Titel 2015, noch vor sich
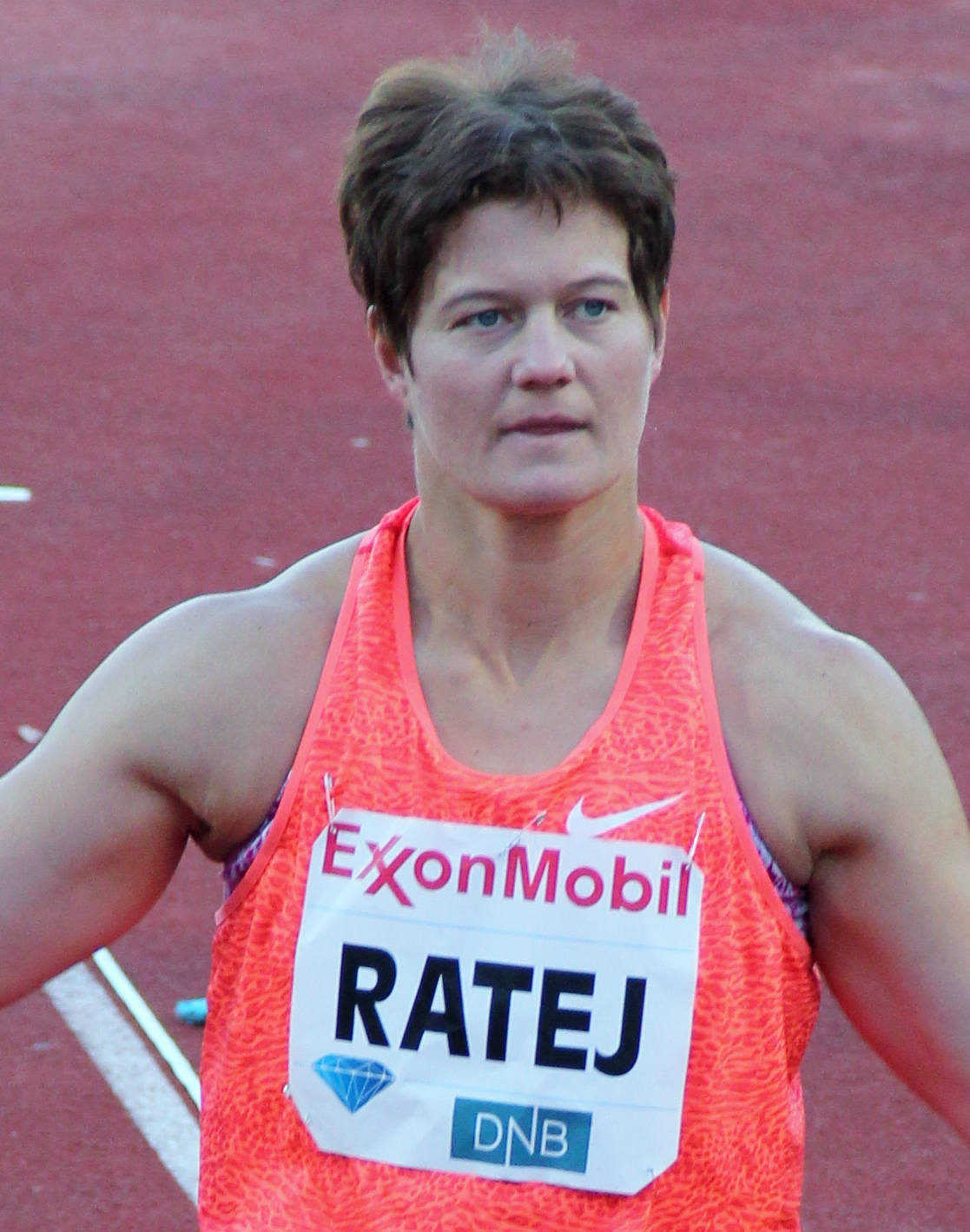
Martina Ratej erreichte Platz sechs

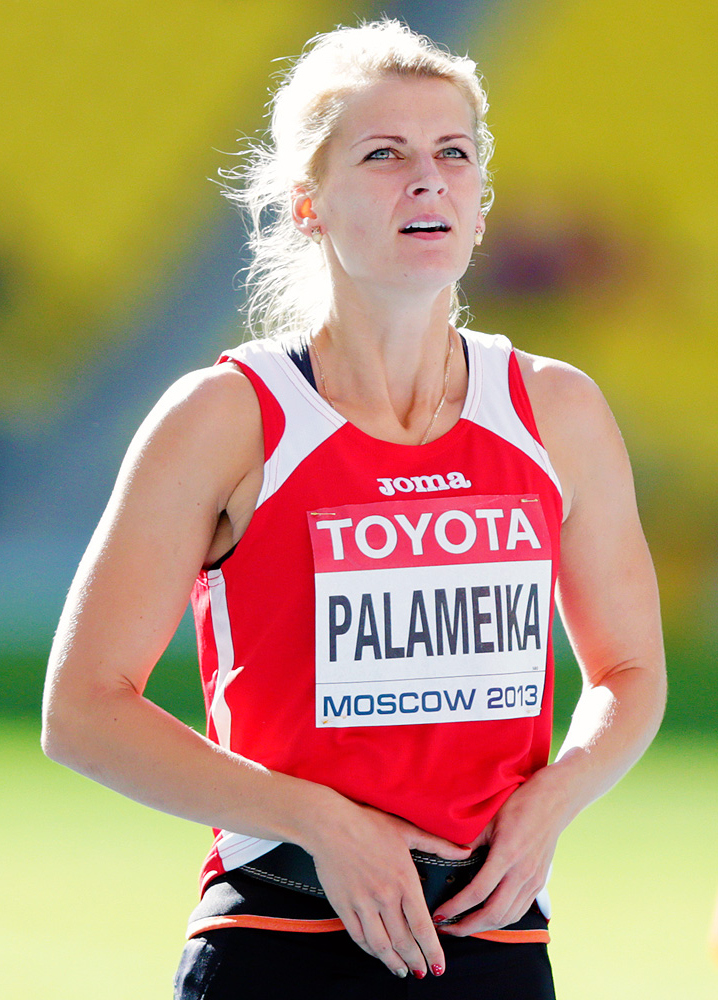
Madara Palameika kam auf den siebten Platz
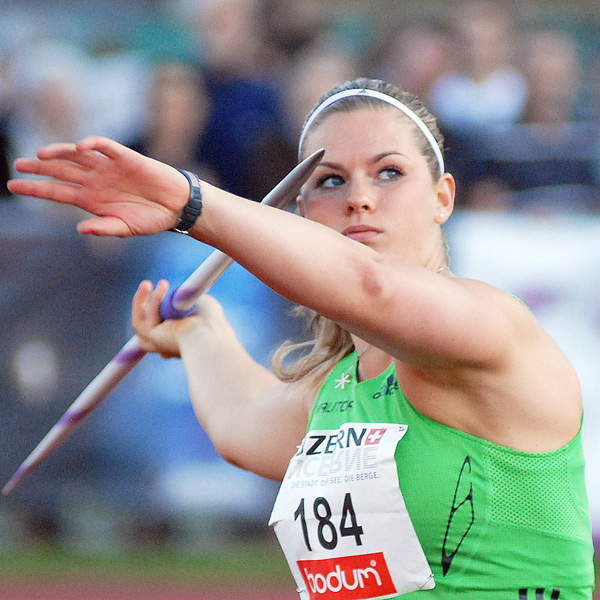
Ásdís Hjálmsdóttir belegte Rang neun
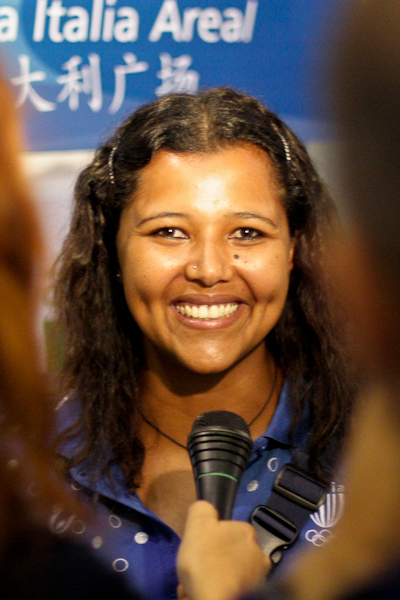
Zahra Bani, EM-Neunte von 2006, wurde Zehnte
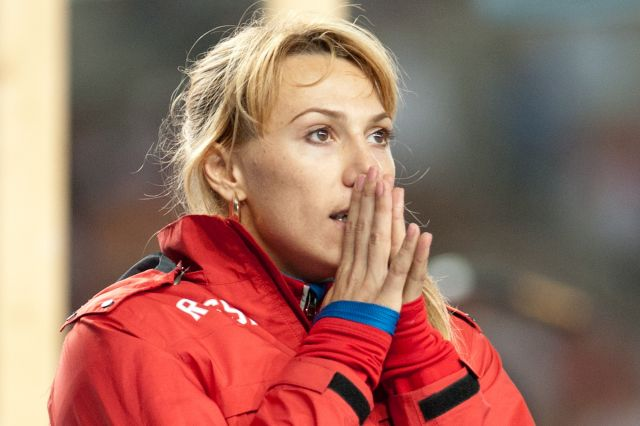
Marija Abakumowa – als Dopingbetrügerin disqualifiziert

## Videolink
- Women's Javelin Final | Barcelona 2010, youtube.com, abgerufen am 6. Januar 2020